# Bruno Vieira Amaral
Bruno Vieira Amaral (Barreiro, Setúbal, Portugal, 1978) és un escriptor, crític literari, bloguer i traductor portuguès.

## Trajectòria
Amb arrels a Angola i al profund Alentejo, va néixer i va créixer a Barreiro, on va viure fins als vint-i-cinc anys en un barri social. Va tenir diverses feines a cafeteries, benzineres, amb un trajecte escolar erràtic, però sempre acompanyat de llibres de la biblioteca del barri, on va descobrir la literatura, i també altra visió del món. Llicenciat en Història Moderna i Contemporània per l'Institut Universitari de Lisboa (ISCTE), el 2002 fou seleccionat a la Mostra Nacional de Joves Creadors per la seva poesia, i el 2016 fou nomenat com una de les Deu noves veus d'Europa, per la plataforma Literature Across Frontiers. Ha treballat com a traductor i, com a crític literari, ha col·laborat amb diverses publicacions com ara l'Expresso, Rádio Observador, DN Jovem, la revista Atlântico, el diari "i" i la revista Ler. També és autor de la Guia Para 50 Personagens da Ficção Portuguesa, i de diversos blocs, com el Circo da Lama. També ha treballat com a responsable de premsa al Grup Bertrand.

## Reconeixements
La seva primera novel·la, amb la qual va debutar com a escriptor, As Primeiras Coisas, li va valer el premi Llibre de l'Any de la revista TimeOut (2013), el premi Fernando Namora 2013, el premi PEN Narrative 2013 i el Premi Literari José Saramago 2015.

## Publicacions

### Ficció
- As Primeiras Coisas (2013)[3]
- Hoje estarás comigo no Paraíso (2017)[4][1]
- Uma Ida ao Motel e Outras Histórias (2020)[5]

### Assaig
- Guia Para 50 Personagens da Ficção Portuguesa (2013)[1]
- Aleluia! (2015)[2]
- Manobras de Guerrilha. Pugilistas, Pokémons & Génios (2018)[6]